# روبرت غاوستيرر
روبرت غاوستيرر (بالألمانية: Robert Gausterer)‏ (مواليد 11 مايو 1928) هو ملاكم نمساوي، مثّل بلاده في الألعاب الأولمبية الصيفية 1948.

## روابط خارجية
روبرت غاوستيرر على موقع اللجنة الأولمبية الدولية (الإنجليزية)
- روبرت غاوستيرر على موقع أوليمبيديا (الإنجليزية)